# ソフト&ドライ
ソフト&ドライは、ライオンから発売されていた柔軟仕上げ剤。1989年1月より発売。

## 成分
- 陽イオン系界面活性剤
  - カチオン系。洗浄効果はないが、静電気防止効果・抗菌効果・柔軟仕上げ効果がある。
  - エステル形ジアルキルアンモニウム塩など。
- 抗菌剤

## 商品概要・歴史
柔軟仕上げ剤は、衣類をふっくら仕上げるのに役立つが、同時に水を吸わなくなるという問題があった。ライオンはその研究を重ね、水をよく吸い取る柔軟剤を開発し、読んで字の如く「ソフト&ドライ」として発売した。同時に台所用洗剤（英: Dishwashing liquid）「ママポケッティ」、衣類用洗剤（英: Laundry detergent）「ダッシュ」を発売した。
同業者である花王も「タッチ」を出して対抗するなど、競争が激しかった。
沿革
1989年1月 - 発売開始。
2001年9月 - 改良（組成、デザイン）。
2003年3月1日 - 改良（組成、容量）。

## 商品紹介
水や汗をよく吸い取り、衣類を快適に仕上げる柔軟剤。ボトルの色は薄い緑。容量は4L。
抗菌成分配合で、衣類の柔軟仕上げと同時に抗菌処理ができる
湿度の高い梅雨時から夏場にかけて、洗濯物が生乾きのイヤなニオイが繁殖するのは、洗濯物についた殺菌の繁殖が原因。抗菌成分が雑菌の繁殖を抑えるので、洗濯物を室内で干す際にイヤなニオイがしない。
優れた吸水性
この商品を使った衣類は、水や汗をすばやく吸い取るので、ムレたり汗冷えすることがなく、さわやかな着心地が実感できる。
やわらかでサラッとした肌ざわりの仕上がり
柔軟成分である「カチオン界面活性剤」と「ミクロドライ粒子」の相乗効果で、衣類をサラッとした肌ざわりに仕上げる。
爽やかなフルーティフローラルの香り

使いやすい液ダレ防止キャップ
ボトルの注ぎ口を工夫したので、液切れがよく、また液の出方をコントロールしやすいので、キャップに安心して注げる。

## 用途
発売当初から綿・毛・絹・合成繊維用であった。

## CM
発売当初は積極的にCMに力を入れていた。
歴代CM出演タレント
研ナオコ （1989年1月）
野々村真、坂上とし恵 （2001年9月 - 2003年2月）
ボブ・サップ （2003年7月 - 2004年2月）

## 競合商品
- タッチ（花王） - このシリーズの対抗商品
- ソフラン